# Vorstoß nach Anschütz-Thiele

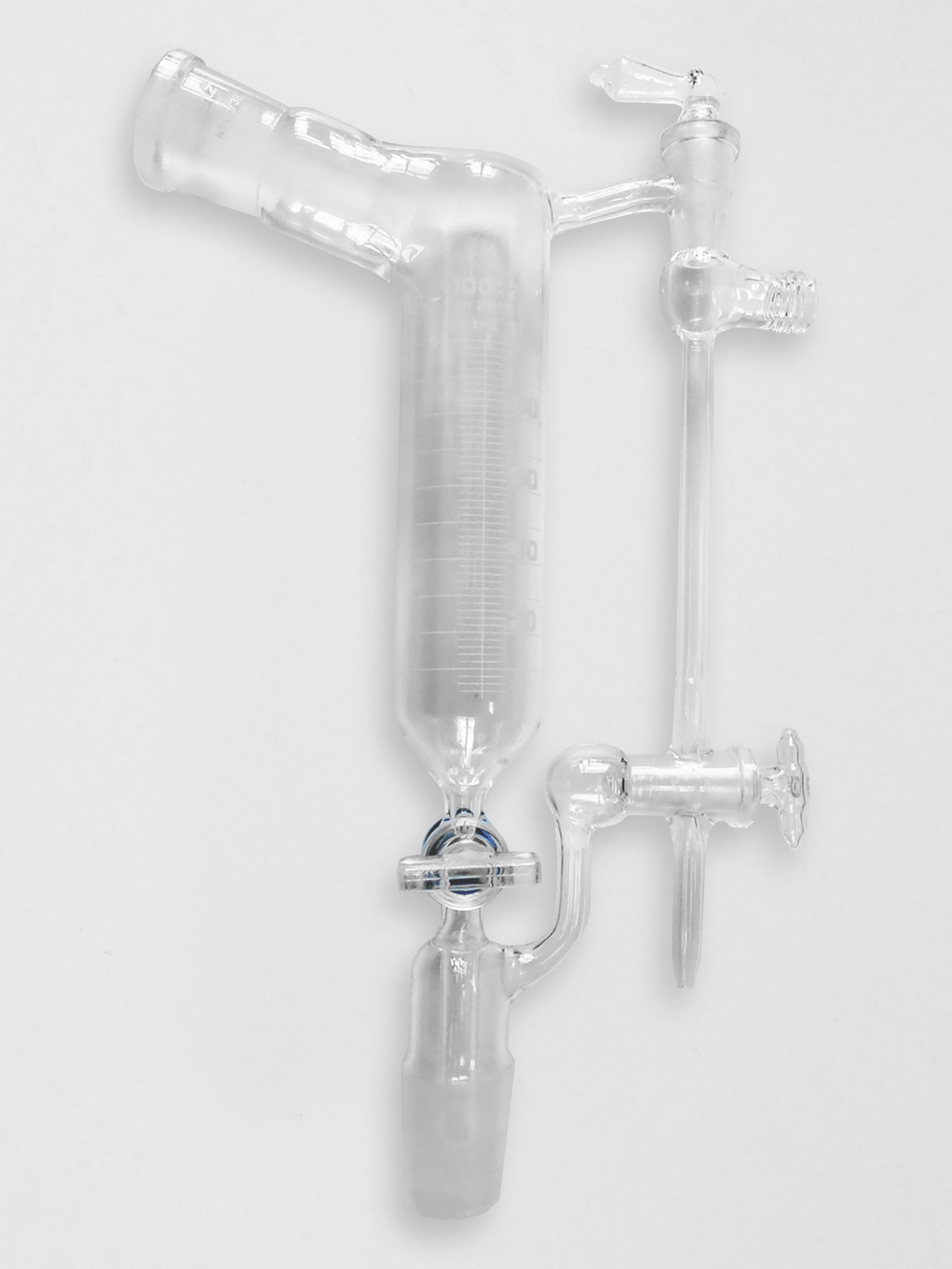
Destillationsvorstoß nach Anschütz-Thiele mit NS 29/32-Anschlüssen für den Kühler (oben links) und den während der Destillation austauschbaren Vorlagekolben (unten).

Der Vorstoß nach Anschütz-Thiele, auch Vorstoß nach Thiele-Anschütz genannt, ist ein Glasgerät in chemischen Laboratorien, das es erlaubt, bei einer Vakuumdestillation beliebig viele Fraktionen zu entnehmen, ohne das Vakuum während der Destillation aufheben zu müssen. Dies wird über drei Ventile bzw. Vakuumhähne realisiert.
Der Anschütz-Thiele hat in der präparativen organischen Chemie große Bedeutung bei der destillativen Trennung hochsiedender Mischungen im Labormaßstab. Er ist nach den Chemikern Richard Anschütz und Johannes Thiele benannt. Ein in der Funktion gleiches aber von der Bauart leicht unterschiedliches Gerät ist das Perkin triangle, das im englischsprachigen Bereich verwendet wird.
Eine in der Bedienung und Ausführung einfachere Alternative zum Anschütz-Thiele ist die Spinne.